# Rocche di Alcara Li Fusi
Rocche di Alcara Li Fusi este o arie protejată (arie specială de conservare — SAC, sit de importanță comunitară — SCI) din Italia întinsă pe o suprafață de 2.183 ha, integral pe uscat.

## Localizare
Centrul sitului Rocche di Alcara Li Fusi este situat la coordonatele 38°01′30″N 14°42′34″E / 38.025°N 14.709444°E.

## Înființare
Situl Rocche di Alcara Li Fusi a fost declarat sit de importanță comunitară în septembrie 1995 pentru a proteja 2 specii de plante și 13 specii de animale. Situl a fost protejat și ca arie specială de conservare în martie 2017.

## Biodiversitate
Situată în ecoregiunea mediteraneană, aria protejată conține 14 habitate naturale: Păduri panonice-balcanice de stejar turcesc - stejar sesil, Peșteri inaccesibile publicului, Păduri de stejar alb estice, Liziere de ierburi înalte hidrofile de câmpie și de nivel montan până la alpin, Pante stâncoase calcaroase cu vegetație casmofită, Păduri de Quercus ilex și Quercus rotundifolia, Grohotișuri termofile și vest-mediteraneene, Pseudostepă cu ierburi și specii anuale de Thero-Brachypodietea, Păduri de Quercus suber, Galerii de Salix alba și de Populus alba, Râuri mediteraneene cu debit intermitent, cu specii de Paspalo-Agrostidion, Fânețe de joasă altitudine (Alopecurus pratensis, Sanguisorba officinalis), Tufărișuri termo-mediteraneene și de pre-deșert, Păduri de Castanea sativa.
La baza desemnării sitului se află mai multe specii protejate:
- plante (2): Dianthus rupicola, Petagnaea gussonei
- păsări (12): Alectoris graeca whitakeri, acvilă de munte (Aquila chrysaetos), caprimulg (Caprimulgus europaeus), erete de stuf (Circus aeruginosus), erete cenușiu (Circus pygargus), Falco biarmicus, Falco naumanni, șoim călător (Falco peregrinus), vulturul pleșuv sur (Gyps fulvus), ciocârlie de pădure (Lullula arborea), gaia neagră (Milvus migrans), viespar (Pernis apivorus)
- nevertebrate (1): Euplagia quadripunctaria

Pe lângă speciile protejate, pe teritoriul sitului au mai fost identificate 33 de specii de plante, 1 specie de păsări, 1 specie de mamifere, 59 de specii de nevertebrate, 11 specii de reptile.